# Нестеренко Сергій Михайлович
Сергій Михайлович Нестеренко (26 березня 1935, місто Москва, тепер Російська Федерація — 27 квітня 2013, місто Москва, Російська Федерація) — радянський діяч, 2-й секретар ЦК КП Туркменії. Член Бюро ЦК КП Туркменії в 1986—1991 роках. Член Центральної контрольної комісії КПРС у 1990—1991 роках. Депутат Верховної ради Туркменської РСР. Депутат Верховної Ради СРСР 11-го скликання. Народний депутат СРСР.

## Життєпис
У 1958 році закінчив Московський інститут інженерів залізничного транспорту.
Член КПРС з 1958 року.
У 1958 році — будівельний майстер будівельно-монтажного поїзда № 102 Моселектротягбуду.
У 1958—1960 роках — завідувач відділу, 2-й секретар Дзержинського районного комітету ВЛКСМ міста Москви.
У 1960—1962 роках — будівельний майстер, виконроб будівельного управління № 82 тресту Мосбуд № 18.
У 1962—1969 роках — інструктор Тимірязівського районного комітету КПРС міста Москви, інструктор Московського міського комітету КПРС; заступник секретаря комітету КПРС підприємств будівництва та промисловості будівельних матеріалів міста Москви.
У 1972 році закінчив Вищу партійну школу при ЦК Соціалістичної єдиної партії Німеччини в східному Берліні.
У 1972—1977 роках — секретар Гагарінського районного комітету КПРС міста Москви; 2-й секретар Тушинського районного комітету КПРС міста Москви.
У 1977 — червні 1984 року — інструктор відділу організаційно-партійної роботи ЦК КПРС.
У червні 1984 — вересні 1986 року — 2-й секретар Ташкентського обласного комітету КП Узбекистану.
13 вересня 1986 — 16 квітня 1991 року — 2-й секретар ЦК КП Туркменії. 12 травня 1990 — 16 квітня 1991 року — голова Комісії з партійної роботи та кадрової політики ЦК КП Туркменії.
У 1991—1992 роках — радник Московської будівельної біржі.
У 1992—1995 роках — фінансовий директор відкритого акціонерного товариства «Компас» у Москві.
З 1995 року — на пенсії в Москві.

## Нагороди і звання
- орден «Знак Пошани» (1966)
- медалі